# Andanía
Andanía är en ort i Grekland.   Den ligger i prefekturen Messenien och regionen Peloponnesos, i den södra delen av landet, 170 km sydväst om huvudstaden Aten. Andanía ligger 84 meter över havet och antalet invånare är 3 084.
Terrängen runt Andanía är huvudsakligen kuperad, men den allra närmaste omgivningen är platt.Runt Andanía är det ganska glesbefolkat, med 32 invånare per kvadratkilometer. Andanía är det största samhället i trakten. 